# Strand (Noruega)
Strand é uma comuna da Noruega, com 214 km² de área e 10 328 habitantes (censo de 2004).         